# Kärlek och dynamit
Kärlek och dynamit är en svensk dramafilm från 1933 i regi av Oscar Lund. I huvudrollen som varvsingenjör Ragge ses Steinar Jøraandstad.

## Handling
Varvsingenjör Ragge har tagit med skeppsredare Gustafssons dotter Anna-Greta på en seglats. Båten förliser och de blir därför tvungna att övernatta på en ö. När skeppsredaren får reda på händelsen blir han vansinnig och låter avskeda Ragge från varvet där han arbetar. Väl arbetslös börjar Ragge sällskapa med varvsarbetaren Axel och dennes syster Rosa, som blir kär i honom.
En lastångare tillhörande Gustafsson stöter på grund och trots upprepade bärgningsförsök får man inte loss båten. Man låter meddela att fartyget ska skrotas på plats, men försäkringsbolaget säger sig vara villigt att betala ett högt belopp till den som kan få loss fartyget. Ragge tar sig an uppdraget och med hjälp av dynamit får han till slut loss båten. Manövern gör att han får Gustafssons välsignelse och Anna-Gretas hand.

## Medverkande
Skådespelare
- Steinar Jøraandstad – Ragge, varvsingenjör
- Valdemar Dalquist	– Gustafsson, skeppsredare
- Signe Lundberg-Settergren	– fru Gustafsson
- Birgit Sergelius – Anna-Greta, deras dotter
- Isa Quensel – Rosa
- Holger Löwenadler	– Axel, hennes bror
- Einar Fagstad – Olle
- Eric Abrahamsson – Öl-Pelle
- Georg Rydeberg – Ture, försäkringsagent
- Nils Leander – främlingen

Övriga medverkande
- Hanns Bingang – musikarrangör
- Gustav Byström – fotograf
- Hugo Edlund – fotograf
- Arvid Laurin – ljudtekniker
- Richard Lindström – manus
- Oscar Lund – regi, manus
- Ernst Marcusson – inspicient
- Jules Sylvain – musik

## Om filmen
Kärlek och dynamit producerades och distribuerades av AB Sveriges Biografägares Distributionsbyrå (SBD). Den spelades in 1933 i Irefilms ateljé i Stockholm samt i Stockholms skärgård efter ett manus av regissören Lund och Richard Lindström. Filmen var Lunds första och enda svenska film, efter att dessförinnan regisserat ett 60-tal filmer i USA och Kanada. Filmen kom att bli hans sista regiuppdrag. Manuset var också Lindströms enda under en karriär som annars primärt var inriktat mot skådespeleri. Fotografer under inspelningarna var Hugo Edlund och Gustav Byström. Jules Sylvain komponerade originalmusik till filmen.
Filmen premiärvisades den 25 november 1933 på biograferna Grand och Astoria på Nybrogatan i Stockholm. Filmen exporterades till Finland där den hade premiär den 9 december 1934. Filmen är numera försvunnen.

## Musik
- "Hjärtats röst", musik: Jules Sylvain, text: Åke Söderblom

## Mottagande
Svenska Dagbladets recensent med signaturen Eveo var kritiskt inställd till filmen. Recensenten menade att filmen var lång med fördelen "att man kan yttra sig kort om den". Anmälaren ansåg att handlingen hängde ihop "nödtorftigt". Recensenten menade att filmen hade tjänat på en "förenklad historia" med "starkare koncentration och i snabbare tempo". Kritikern påpekade dock att filmen inledningsvis varit till belåtenhet, "men så skötos allt flera och flera motiv in i intrigen, med allt flera och flera personer som medverkande, och så blev det snart för mycket av det goda." Recensenten ansåg också att scenen där fartyget sprängs bort från grundet hade en "verklighetsfrämmande uppläggning".
Göteborgs Handels- och Sjöfartstidning var också kritisk i sin recension och menade att "Kärlek och dynamit var en av de outhärdligaste filmer som skådats i Göteborg på senare år." Recensenten menade dock att detta inte berodde på skådespelarna utan på att "man tagit sig för att spela in en film utan regissör och utan manuskript".